# Клод Изнер
Клод Изнер (фр. Claude Izner) — псевдоним двух сестер, Лилиан Корб (фр. Liliane Korb; 6 января 1940 — 9 марта 2022) и Лоранс Лефевр (фр. Laurence Lefèvre; род. 10 апреля 1951), написавших серию детективов про сыщиков, живущих в Париже конца XIX (серия про Виктора Легри) и XX века (книга про Миро Жасси).
Отличительной особенностью книг является связь героев с книжным делом и значительное использование авторами цитат из песен, художественных книг и пьес.

### Детективы про Виктора Легри и Жозефа Пиньо
Главные герои:
Виктор Легри — француз (воспитанный в Лондоне приёмным отцом-японцем (и будущим компаньоном) Кэндзи Мори) — книготорговец и фотограф;
Кэндзи Мори — японец, щедро делящийся афоризмами собственного сочинения с окружающими;
Жозеф Пиньо — помощник Виктора и Кэндзи, мечтающий о карьере писателя. 
Авторы уделяют большое внимание деталям: исторической обстановке, географии города, вовлечению героев в реальные исторические события; послесловие каждой книги сопровождается развёрнутым комментарием о том, то происходило в Франции (и не только) в описываемом году.
Книги очень популярны во Франции и издаются по всему миру. В России — с рекомендаций Бориса Акунина.

### Миро Жасси
В предисловии  авторы рассказывают, что этот герой появился первым - в 1998 г., но вышел в свет лишь после завершения серии о Викторе (появившемся в 2000 г.).
Несмотря на то, что Миро и Виктор одного возраста, последний выглядит более оптимистичным. В мире Миро уже нет ожидания чуда в преддверии нового века, он более одинок и циничен.

#### Детективы про Виктора Легри и Жозефа Пиньо
- 2003 — Убийство на Эйфелевой башне (Mystère rue des Saints-Pères), рус. перевод Д. Савосина (2010)
- 2003 — Происшествие на кладбище Пер-Лашез (La disparue du Père-Lachaise), рус. перевод Елены Клоковой (2010)
- 2003 — Роковой Перекресток (Le carrefour des Ecrases), рус. перевод Ирины Пашаниной (2010)
- 2004 — Тайна квартала Анфан-Руж (Le secret des Enfants-Rouges), рус. перевод Айи Овезовой (2012)
- 2005 — Леопард из Батиньоля (Le léopard des Batignolles) (2005), рус. перевод О. Павловской (2011)
- 2006 — Талисман из Ла Виллетт (Le talisman de la Villette), рус. перевод Елены Клоковой (2011)
- 2008 — Встреча в пассаже д’Анфер (Rendez-vous passage d’Enfer), рус. перевод Е. Сергеевой (2012)
- 2009 — Мумия из Бютт-о-Кай (La momie de la Butte aux cailles), рус. перевод Л. Столяровой (2012)
- 2010 — Маленький человек из Опера де Пари (Le petit homme de l’Opéra), рус. перевод О. Павловской (2012)
- 2011 — Коричневые башмаки с набережной Вольтера (Les souliers bruns du quai Voltaire), рус. перевод О. Павловской (2013).
- 2012 — Полночь в Часовом тупике (Minuit, impasse du Cadran )(2012), рус. перевод Е. Брагинской (2015)
- 2014 — Дракон из Трокадеро (Le dragon du Trocadèro), рус. перевод В. Липки (2015)

#### Вне серии
- 2015 — Всюду кровь (Partout le sang), рус. перевод М. Бендет (2015)